# Sarraméa
Sarraméa (nelle lingue canache: Kïron, o Xûâ Chârâmèa) è un comune della Nuova Caledonia nella Provincia del Sud.
La maggioranza della popolazione è kanak.